# Женская сборная Аргентины по водному поло
Женская сборная Аргентины по водному поло — национальная ватерпольная команда, представляющая Аргентину на международной арене. Управляющей организацией является Конфедерация водных видов спорта Аргентины (исп. Confederación Argentina de Deportes Acuáticos, CADDA).

## Результаты выступлений

### Чемпионаты мира
| Год       | Место          | И              | В              | Н              | П              | ГЗ             | ГП             | +/-            |
| --------- | -------------- | -------------- | -------------- | -------------- | -------------- | -------------- | -------------- | -------------- |
| 1986—2019 | не участвовали | не участвовали | не участвовали | не участвовали | не участвовали | не участвовали | не участвовали | не участвовали |
| 2022      | 12             | 6              | 1              | 0              | 5              | 35             | 106            | -71            |
| 2023      | 16             | 5              | 0              | 0              | 5              | 31             | 91             | -60            |
| 2024      | не участвовали | не участвовали | не участвовали | не участвовали | не участвовали | не участвовали | не участвовали | не участвовали |

### Панамериканские игры
| Год       | Место          | И              | В              | Н              | П              | ГЗ             | ГП             | +/-            |
| --------- | -------------- | -------------- | -------------- | -------------- | -------------- | -------------- | -------------- | -------------- |
| 1999—2007 | не участвовали | не участвовали | не участвовали | не участвовали | не участвовали | не участвовали | не участвовали | не участвовали |
| 2011      | 7              | 5              | 1              | 0              | 4              | 28             | 55             | -27            |
| 2015      | 8              | 5              | 1              | 0              | 4              | 30             | 71             | -41            |
| 2019      | не участвовали | не участвовали | не участвовали | не участвовали | не участвовали | не участвовали | не участвовали | не участвовали |
| 2023      | 4              | 6              | 3              | 0              | 3              | 58             | 85             | -27            |

### Панамериканские чемпионаты
| Год       | Место          | И              | В              | Н              | П              | ГЗ             | ГП             | +/-            |
| --------- | -------------- | -------------- | -------------- | -------------- | -------------- | -------------- | -------------- | -------------- |
| 2001—2006 | не участвовали | не участвовали | не участвовали | не участвовали | не участвовали | не участвовали | не участвовали | не участвовали |
| 2011      | 3              | 3              | 0              | 0              | 3              | 19             | 38             | -19            |
| 2013      | 4              | 5              | 1              | 0              | 4              | 32             | 63             | -31            |
| 2015—2019 | не участвовали | не участвовали | не участвовали | не участвовали | не участвовали | не участвовали | не участвовали | не участвовали |
| 2023      | 3              | 5              | 2              | 0              | 3              | 52             | 63             | -11            |